# Jeannette Rankin
Jeannette Rankin, ameriška političarka, * 11. junij 1880, Missoula County, Montana, † 18. maj 1973, Carmel-by-the-Sea, Kalifornija
Rankinova je bila prva ženska, ki je bila izvoljena v Kongres ZDA in prva ženska, izvoljena v Senat ZDA. Bila je članica republikanske stranke in edina članica kongresa, ki je glasovala tako proti vstopu ZDA v prvo svetovno vojno, kot tudi v drugo. Kot prepričana pacifistka je vodila tudi odpor proti vietnamski vojni.